# Norbert Moczarski

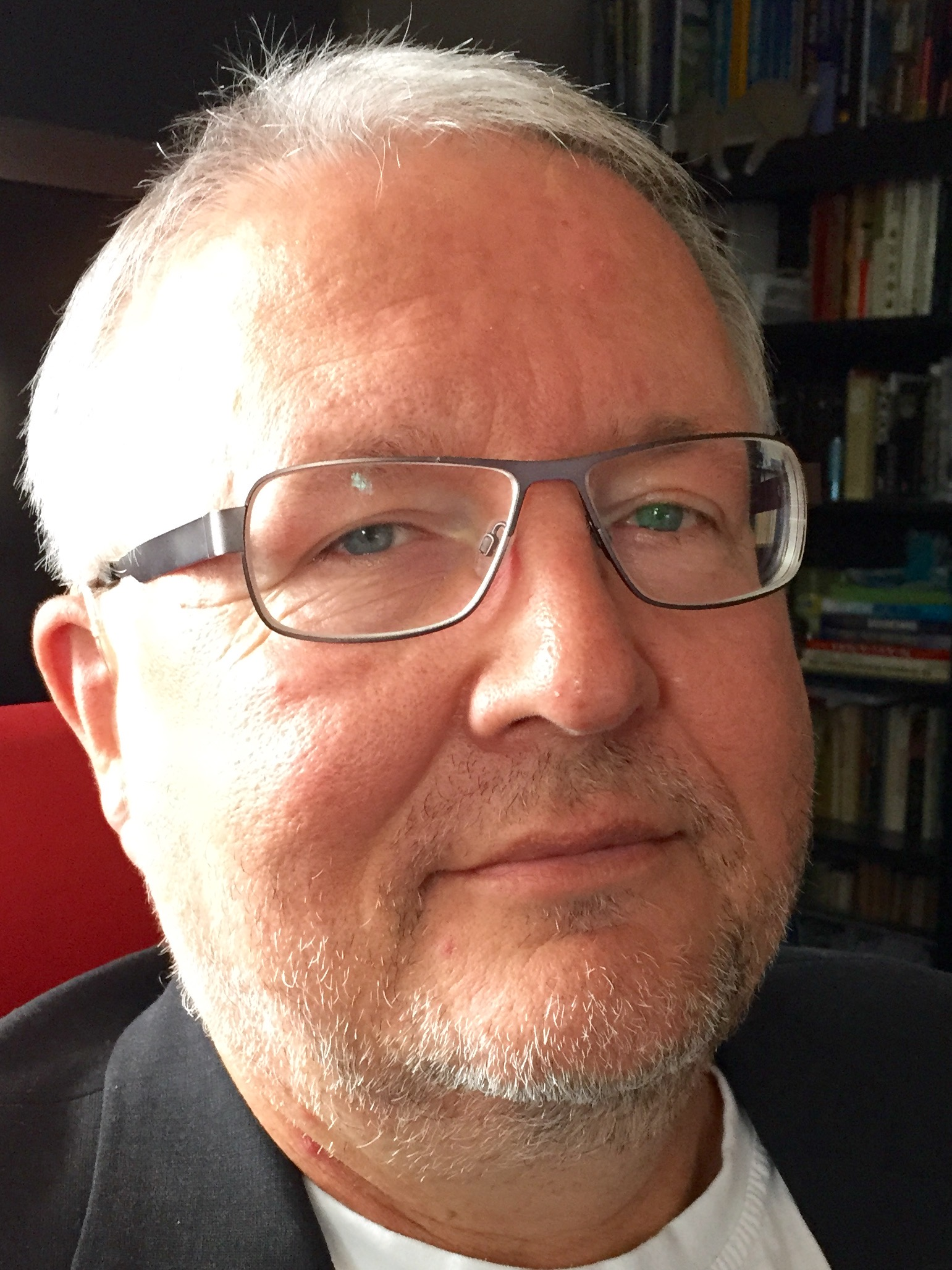
Porträtfoto von Norbert Moczarski (2015)

Norbert Moczarski (* 25. Januar 1953 in Frankfurt (Oder)) ist ein deutscher Archivar und Historiker.

## Leben und Wirken
Norbert Moczarski studierte nach dem Abitur 1971 an der Fachschule für Archivwesen Potsdam. 1974 nahm er als staatlich geprüfter Archivar eine Tätigkeit im Staatsarchiv Meiningen auf. Von 1976 bis 1982 absolvierte er ein berufsbegleitendes Fernstudium Archivwissenschaft/Geschichte zum Diplomarchivar an der Humboldt-Universität zu Berlin. Im Jahr 1983 begann er eine außerplanmäßige Aspirantur bei Wolfgang Mühlfriedel an der Friedrich-Schiller-Universität Jena. Dort wurde er 1990 zum Dr. phil. promoviert. Das Thema seiner Dissertation behandelte die Geschichte der bezirksgeleiteten Industrie der DDR und speziell des Bezirkes Suhl in der zweiten Hälfte der 1960er Jahre.
Im Jahr 1994 wurde er als Oberarchivrat in das Beamtenverhältnis des Freistaates Thüringen übernommen und fungierte zunächst als stellvertretender Direktor, von 1995 bis 1997 kommissarisch als Direktor des Thüringischen Staatsarchivs Meiningen. Ihm folgte Johannes Mötsch als Archivleiter. In der Folgezeit bearbeitete Moczarski neben seiner archivfachlichen Arbeit mehrere historische Themen vor allem der Zeitgeschichte ab 1918. Im Jahr 2002 gab er erstmals in Deutschland eine wissenschaftliche Edition von Protokollen des Sekretariats einer SED-Bezirksleitung (hier Suhl) 1952/53 heraus. 2014 nahm er wiederum zunächst kommissarisch, ab September 2015 vom Land Thüringen berufen die Leitung des Thüringischen Staatsarchivs Meiningen bis zu seinem Ruhestand im Jahr 2018 wahr.
Moczarski ist Mitglied der Historischen Kommission für Thüringen.

## Veröffentlichungen (Auswahl)
- Die Protokolle des Sekretariats der SED-Bezirksleitung Suhl. Von der Gründung des Bezirkes Suhl im Sommer 1952 bis zum 17. Juni 1953. Bearbeitet von Norbert Moczarski. Hrsg.: Thüringisches Staatsarchiv Meiningen, Verlag Hermann Böhlaus Nachfolger, Weimar 2002
- mit Katrin Blacha: Das Suhler Stadtgefängnis 1860–1989. Von der Errichtung als Königlich-Preußisches Kreisgerichtsgefängnis bis zur Auflösung als Untersuchungshaftanstalt des Ministeriums für Staatssicherheit im Bezirk Suhl 1860–1989. In: Kleine Suhler Reihe 20. Schriften des Thüringischen Staatsarchivs Meiningen 4, Hrsg.:Stadtverwaltung Suhl, Schleusingen 2007
- Hugo Schmeisser. Zwischen Tabu und Legende – Der weltbekannte Suhler Waffenkonstrukteur 1884–1953. In: Kleine Suhler Reihe 29. Schriften des Thüringischen Staatsarchivs Meiningen 5, Hrsg.: Stadtverwaltung Suhl, Schleusingen 2009
- mit Katharina Witter (Hrsg.): Thüringische und Rheinische Forschungen. Bonn – Koblenz – Weimar – Meiningen. Festschrift für Johannes Mötsch zum 65. Geburtstag. Salier-Verlag, Leipzig/Hildburghausen 2014
- Arnold Zimmermann 1922–2015. Verwaltungshandeln zwischen Verordnungen, Verantwortung und Vernunft. Vorsitzender des Rates des Bezirkes Suhl (1967–1990). In: Kleine Suhler Reihe 43. Schriften des Thüringischen Staatsarchivs Meiningen 6, Hrsg.: Stadtverwaltung Suhl. Schleusingen 2015
- mit Ronny Renner, Sören Holland-Nell: Suhler im Widerstand 1933–1945. Ausgewählte Kurzbiographien und Gesamtverzeichnis. In: Kleine Suhler Reihe 57. Schriften des Thüringischen Staatsarchivs Meiningen 7, Hrsg.: Stadtverwaltung Suhl, Suhl 2019
- Sachsen-Meiningen. Zwischen Zögern und Zustimmung auf dem Weg nach Thüringen 1919/1920. In: Engere Heimat - Die Gründung des Landes Thüringen 1920, Hrsg.: Christian Faludi / Marc Bartuschka. Weimarer Verlagsgesellschaft in der Verlagshaus Römerweg GmbH. Wiesbaden 2020
- Zur Geschichte der Suhler Stadtverordnetensammlung 1832 - 1900 - Der kurze Traum vom Suhler Meer zwischen Suhl und Meiningen 1967/1968, Sonderdruck zur Eröffnung des neuen Stadtarchivs Suhl am 14. Mai 2022. Eigenverlag, Belrieth 2022